# 李純 (女優)
李 純（リー・チュン、リ・チュン、1988年2月15日 - ）は、安徽省出身の女優。

## 経歴
安徽省蕪湖市出身。学生時代は舞踊を専攻し、上海バレエ団で活動した。北京電影学院在学中の2011年にチャン・イーモウ監督の映画『金陵十三釵（原題）』でデビュー。その後もチャン・イーモウ監督の『妻への家路』（2014年）などに出演し、ドラマ『花千骨〜舞い散る運命、永遠の誓い〜』（2015年）で注目を集めた。ドラマ『如懿伝 〜紫禁城に散る宿命の王妃〜』（2018年）での悪役ぶりも話題となり、ドラマ『慶余年〜麒麟児、現る〜』（2019年）でも印象を残した。

## 出演作品

### 映画
- 金陵十三釵（2011年）
- 不肯去観音（2013年）
- 妻への家路 归来（2014年）
- 海角有个五店市（2017年）
- 犯罪心理分析官 心理罪（2017年）
- ワンス・アポン・ア・タイム 闘神 三生三世十里桃花（2017年）
- 美味しいロマンス THE MOVIE 爱很美味（2023年）

### テレビドラマ
- 大都市小爱情（2014年）
- 天生要完美（2015年）
- 花千骨〜舞い散る運命、永遠の誓い〜 花千骨（2015年）
- 画江湖之不良人（2016年）
- 藏地密码（2016年）
- 如懿伝 〜紫禁城に散る宿命の王妃〜 如懿傳（2018年）
- 空降利刃（2019年）
- 慶余年〜麒麟児、現る〜 庆余年（2019年）
- 新世界（2020年）
- 他其实没有那么爱你（2020年）
- 美味しいロマンス 爱很美味（2021年）
- 雪中悍刀行〜徐鳳年、北椋王への道〜 雪中悍刀行（2021年）
- スパイシー・ラブ 今天的她們（2024年）